# Wayne világa
A Wayne világa (eredeti cím: Wayne's World) 1992-ben bemutatott egész estés amerikai filmvígjáték, amely a Saturday Night Live című szkeccsműsor filmváltozata. A főszerepekben Mike Myers és Dana Carvey láthatóak. A mozifilm készítője az NBC Films, a forgalmazója a Paramount Pictures, a magyar változat forgalmazója az UIP-Dunafilm. Folytatása, a Wayne világa 2. 1993-ban jelent meg.
Az Amerikai Egyesült Államokban 1992. február 14-én, Magyarországon 1992. október 2-án mutatták be a mozikban.

## Cselekmény
Wayne Campbell és Garth Algar Aurorában élnek és egy zenés tv műsort vezetnek. Benjamin Oliver gátlástalan tévés producer megvásárolja a műsor jogait 10.000 dollárért.
Wayne egy buliban megismerkedik az énekes-gitáros Cassandrával és szerelmes lesz a lányba, de Cassandrára Benjamin is szemet vet. 
Wayne és Garth egy Alice Cooper-koncerten megismerkedik Frankie Sharp zenei producer testőrével és Wayne megszervezi, hogy Sharp meghallgassa Cassandráék zenéjét és szerződést ajánljon nekik. Cassandra összejön Wayne-nel, Garth álmai asszonyával és Cassandra együttese rekord összegű szerződést köt Sharp cégével és Benjamin kosarat kap a lánytól.

## Szereplők
Zárójelben a magyar szinkronhang.
- Mike Myers – Wayne Campbell, a "Wayne világa" műsorvezetője (Geszti Péter)
- Dana Carvey – Garth Algar, Wayne legjobb barátja és műsorvezető társa (Szikora Róbert)
- Tia Carrere – Cassandra Wong, a "Pufók ufók" zenekar énekese, Wayne leendő szerelme (Szandi)
- Rob Lowe – Benjamin Oliver, producer, szerződést és új műsort kinál Wayne-éknek (Kautzky Armand)
- Lara Flynn Boyle – Stacy, Wayne exbarátnője aki gyakran zaklatja Wayne-t (Prókai Annamária)
- Michael DeLuise – Alan, Wayne és Garth haverja és munkatársa (Kálid Artúr)
- Lee Tergesen – Terry, Wayne és Garth operatőre (Pathó István)
- Dan Bell – Neil, Wayne és Garth munkatársa (Boros Zoltán)
- Sean Gregory Sullivan – Phil, Wayne és Garth folyton ideges barátja, aki egy autójavító műhelyben dolgozik (Végh Péter)
- Brian Doyle-Murray – Noah Vanderhoff, "Video arcade" tulajdonosa (Láng József)
- Colleen Camp – Mrs. Vanderhoff, Noah felesége (Földi Teri)
- Kurt Fuller – Russell Finley, Benjamin által készített televíziós műsorok rendezője (Kassai Károly)
- Chris Farley – testőr az Alice Cooper koncerten, fontos információt oszt meg Wayne-nel (Kránitz Lajos)
- Meat Loaf – Tiny, a portás (Imre István)
- Frank DiLeo – Frankie Sharp, lemezkiadó (Szabó Ottó)
- Ed O’Neill – Glen, eladó az étteremben (Uri István)
- Mike Hagerty – Davey, a 10-es csatorna vezérlőjének dolgozója (Szalai Imre)
- Frederick Coffin – Koharski járőr (Kristóf Tibor)
- Donna Dixon – Garth álmainak asszonya (nem szólal meg a filmben)
- Ione Skye – Elyse, Benjamin barátnője, a "Wayne világa" rajongója (Györgyi Anna)
- Robert Patrick – motoros rendőr/T-1000 Terminátor 2 – Az ítélet napja paródiájaként (?)
- Alice Cooper, Pete Friesen, Derek Sherinian, Stef Burns,[2]  és Jimmy DeGrasso – önmaguk (Alice Cooper – Háda János)

## Háttér
A Wayne's World eredetileg az NBC Saturday Night Live show-jának egyik 1988-ban indult szkeccs sorozata, amiben Wayne és Garth (Mike Myers, Dana Carvey) a laza, egyedi, humoros, rockeres stílusukkal interjúztatják híres vendégeiket. 1991-ben a Paramount fejesei úgy gondolták, hogy egész estés mozifilmet kéne csinálni a Wayne' World-ből. Penelope Spheeris bízták meg a rendezéssel, aki korábban több zenei dokumentumfilmet készített. "Szerencsém volt" – mondta Spheeris "Évek óta küzdök mint női rendező ebben az üzletben, 45 éves voltam, amikor megkaptam ezt a munkát."
A rendezőnő és Myers nem jöttek ki jól a forgatás alatt és összekülönböztek a film vágásán is, ami miatt Myers nem engedte, hogy a film 1993-as folytatását  Spheeris rendezze.

## Filmzene
A film zenéje 1992. február 18-án jelent meg CD-n és magnókazettán.

### Album
1. "Bohemian Rhapsody" – Queen
2. "Hot and Bothered" – Cinderella
3. "Rock Candy" – BulletBoys
4. "Dream Weaver" – Gary Wright (Rerecorded Version)
5. "Sikamikanico" – Red Hot Chili Peppers
6. "Time Machine" – Black Sabbath
7. "Wayne's World Theme" – Mike Myers / Dana Carvey (Extended Version)
8. "Ballroom Blitz" – Tia Carrere
9. "Foxy Lady" – The Jimi Hendrix Experience
10. "Feed My Frankenstein" – Alice Cooper
11. "Ride With Yourself" – Rhino Bucket
12. "Loving Your Lovin'" – Eric Clapton
13. "Why You Wanna Break My Heart" – Tia Carrere
14. "Loud Love" – Soundgarden (Not included on all versions)

Dalok amik a filmben hallhatóak voltak, de a filmzene albumra nem kerültek rá:
- "Everything About You" – Ugly Kid Joe
- "All Night Thing" – Temple of the Dog
- "Cold Chills" – Kix
- "Touch Me" – Tia Carrere
- "Fire" – Tia Carrere

### Slágerlista helyezések
| Slágerlista (Chart) (1992)                   | Helyezés |
| -------------------------------------------- | -------- |
| Ausztrália (ARIA Top 50 Albums)              | 15       |
| Németország (Media Control Top 100 Album)    | 15       |
| Új-Zéland (Recorded Music NZ Top 40 Albums)  | 42       |
| Svédország (Sverigetopplistan Top 60 Albums) | 13       |
| Svájc (Schweizer Hitparade Top 100 Albums)   | 21       |
| USA (Billboard 200)                          | 1        |

## Fogadtatás

### Bevételi adatok
A film 20 millió dollárba került, világszerte 183 millió dollár bevételre tett szert.

### Kritikai visszhang
A kritikákat összegyűjtő Rotten Tomatoes oldalán a Wayne világát 49 kritikából 42 pozitívan, 7 negatívan értékelte. 2000-ben a Total Film magazin olvasói a Wayne világát választották minden idők 41. legjobb vígjátéknak.

## Fordítás
- Ez a szócikk részben vagy egészben  a   Wayne's World (film) című angol Wikipédia-szócikk fordításán alapul.  Az eredeti cikk szerkesztőit annak laptörténete sorolja fel. Ez a jelzés csupán a megfogalmazás eredetét és a szerzői jogokat jelzi, nem szolgál a cikkben szereplő információk forrásmegjelöléseként.